# مدراس (قماش)
المَدْراس هو قماش قطني خفيف الوزن ذو نسيج منقوش بشكل نموذجي وتصميم الطرطان، يستخدم بشكل أساسي في الملابس الصيفية مثل البناطيل والبناطيل القصيرة والفساتين والسترات. يأخذ القماش اسمه من الاسم السابق لمدينة تشيناي في جنوب الهند.